# ثيودور ليجراند بيرنت
ثيودور ليجراند بيرنت هو سياسي أمريكي، ولد في 14 نوفمبر 1829 في مقاطعة سبنسر في الولايات المتحدة، وتوفي في 30 أكتوبر 1917 في لويفيل في الولايات المتحدة.